# Noel Bynoe
Noel Bynoe est un ancien arbitre trinidadien de football des années 1990 et 2000.

## Carrière
Il a officié dans des compétitions majeures: 
- Coupe du monde de football des moins de 17 ans 1999 (1 match)
- Gold Cup 2002 (2 matchs)